# 15092 Beegees
A 15092 Beegees (ideiglenes jelöléssel 1999 EH5) a Naprendszer kisbolygóövében található aszteroida. John Broughton fedezte fel 1999. március 15-én.
Nevét a Bee Gees popzenekar után kapta.